# Søen
|  | Denne artikel er oprettet af botten Steenthbot ud fra en ekstern database. Den kan derfor have sproglige fejl eller mangler. Denne skabelon kan fjernes efter kontrol af indholdet. |

Søen er en dansk dokumentarfilm fra 1977 instrueret af Tue Ritzau efter eget manuskript.

## Handling
På samme måde som instruktørens andre film om den danske natur ("Skoven", "Marken", "Åen" m.fl.) beskæftiger denne sig med søen og dens liv - ved, over og i vandet. Årstiderne er brugt som skilletegn i filmen, der har musik, men er uden kommentar.